# Cécile Garcia-Fogel
Cécile Garcia-Fogel est une actrice et metteuse en scène de théâtre française.

## Biographie
Cécile Garcia Fogel est sortie en 1992 du Conservatoire national supérieur d'art dramatique des classes de Catherine Hiegel, Stuart Seide et Jean-Pierre Vincent,. En 1997, elle obtient le prix de la révélation théâtrale de l'année du Syndicat de la critique et en 2014 une nomination au Molière de la comédienne pour Les Serments indiscrets de Marivaux.

## Théâtre

### Comédienne
- 1993 : Threepenny Lear de William Shakespeare, mise en scène Bernard Sobel, Théâtre de Gennevilliers
- 1993 : Henry VI de William Shakespeare, mise en scène Stuart Seide, Théâtre de Gennevilliers, La Filature
- 1994 : Henry VI de William Shakespeare, mise en scène Stuart Seide, Festival d’Avignon, Théâtre de Gennevilliers
- 1994 : Threepenny Lear de William Shakespeare, mise en scène Bernard Sobel, Théâtre de Gennevilliers
- 1995 : Henry VI de William Shakespeare, mise en scène Stuart Seide, La Ferme du Buisson, Théâtre de Nice
- 1996 : Le Chanteur d’opéra de Frank Wedekind, mise en scène Louis-Do de Lencquesaing, Théâtre de la Bastille
- 1996 : L'Illusion comique de Corneille, mise en scène Éric Vigner, Le Quartz, Théâtre national de Bretagne, Théâtre Nanterre-Amandiers,
- 1997 : Le Chanteur d’opéra de Frank Wedekind, mise en scène Louis-Do de Lencquesaing, Théâtre de la Bastille
- 1997 : Les Reines de Normand Chaurette, mise en scène Joël Jouanneau, Théâtre du Vieux-Colombier
- 1998 : Penthésilée d'Heinrich von Kleist, mise en scène Julie Brochen, Le Quartz, Théâtre de la Bastille
- 1998 : Le Poisson des grands fonds de Marieluise Fleisser, mise en scène Bérangère Bonvoisin, Théâtre national de la Colline
- 2001 : Le Crime du XXIe siècle d'Edward Bond, mise en scène Alain Françon, Théâtre national de la Colline
- 2002 : Skinner de Michel Deutsch, mise en scène Alain Françon, Théâtre national de la Colline
- 2003 : De ceux qui sont restés, de ceux qui sont partis de François Maspero et Klavdij Sluban, mise en scène Anne Dimitriadis, MC93 Bobigny
- 2003 : Dickie d'après Richard III de William Shakespeare, mise en scène Joël Jouanneau, Théâtre de Sartrouville
- 2004 : 
  - Dickie d'après Richard III de William Shakespeare, mise en scène Joël Jouanneau, Théâtre de la Bastille
  - J'étais dans ma maison et j'attendais que la pluie vienne de Jean-Luc Lagarce, mise en scène Joël Jouanneau, Bussang, Théâtre du Peuple[3] ; reprise en 2005, Paris, Théâtre de la Cité internationale
- 2006 : La Marquise d'O d'Heinrich von Kleist, mise en scène Lukas Hemleb, Comédie de Valence, Maison de la Culture de Bourges
- 2007 : Hedda Gabler d'Ibsen, mise en scène Richard Brunel, Théâtre national de la Colline[4]
- 2008 : L'Araignée de l'éternel d'après Claude Nougaro, mise en scène Christophe Rauck, Théâtre des Abbesses, Théâtre Vidy-Lausanne
- 2009 : Mary Stuart de Friedrich von Schiller, mise en scène Stuart Seide, Théâtre du Nord, Théâtre National de Nice, Théâtre Gérard Philipe
- 2009 : Baglady de Frank McGuinness, mise en scène Stuart Seide, Théâtre Gérard Philipe
- 2009 : Sous l'œil d'Œdipe de Joël Jouanneau d'après Sophocle, Euripide, Théâtre Vidy-Lausanne, Festival d'Avignon, MC2,
- 2010 : Mary Stuart de Friedrich von Schiller, mise en scène Stuart Seide, Théâtre du Nord, Théâtre national de Strasbourg
- 2012 : Les Serments indiscrets de Marivaux, mise en scène Christophe Rauck, Théâtre Gérard Philipe
- 2014 : Phèdre de Racine, mise en scène Christophe Rauck, Théâtre du Nord, Théâtre Gérard Philipe
- 2015 : Figaro divorce, mise en scène Christophe Rauck, Lille, Théâtre du Nord[5]
- 2016 - 2017 : Iphigénie en Tauride de Goethe, mise en scène Jean-Pierre Vincent, Théâtre des Abbesses, Théâtre national de Strasbourg[6].
- 2018 : Comme il vous plaira de William Shakespeare, mise en scène de Christophe Rauck, Théâtre du Nord[7].
- 2020 : La faculté des rêves de Sara Stridsberg, mise en scène Christophe Rauck, Théâtre du Nord[8] ; reprise en 2022 à Nanterre, Théâtre des Amandiers[9].
- 2023 : In situ de Patrick Bouvet, mise en scène de Joël Jouanneau, Paris, théâtre de la Bastille[10],[11].
- 2023 : Richard II de Shakespeare, mise en scène Christophe Rauck, Nanterre, Théâtre des Amandiers.

### Metteuse en scène
- 1996 : Trézène Mélodies, fragments chantés d'après Phèdre de Racine, Montpellier, Théâtre des Treize Vents . Paris, Théâtre de la Bastille[12],[13].
- 1999 : Le Marchand de Venise de William Shakespeare, Théâtre de la Bastille[14],[15].
- 2003 : Foi, amour, espérance d'Ödön von Horváth, Bussang, Théâtre du Peuple[16] ; reprise : Paris, Théâtre national de la Colline.
- 2011 : Fous dans la forêt d'après William Shakespeare, Théâtre du Nord, Maison de la Poésie

## Filmographie
- 1992 : L.627 de Bertrand Tavernier — Kathy
- 1994 : Julie Lescaut, Rapt (6) d'Élisabeth Rappeneau — Françoise
- 2000 : Paris, mon petit corps est bien las de ce grand monde de Franssou Prenant - Agathe[17].
- 2015 : Trois Souvenirs de ma jeunesse d'Arnaud Desplechin — Jeanne Dédalus, la mère

## Distinctions
- Prix du Syndicat de la critique 1997 : Prix de la révélation théâtrale de l'année pour  Les Reines
- Molières 2014 : nomination au Molière de la comédienne dans un spectacle de théâtre public pour Les Serments indiscrets
- Molières 2024 : nomination au Molière de la comédienne dans un second rôle pour Richard II de Shakespeare mis en scène par Christophe Rauck